# Kulturorchester

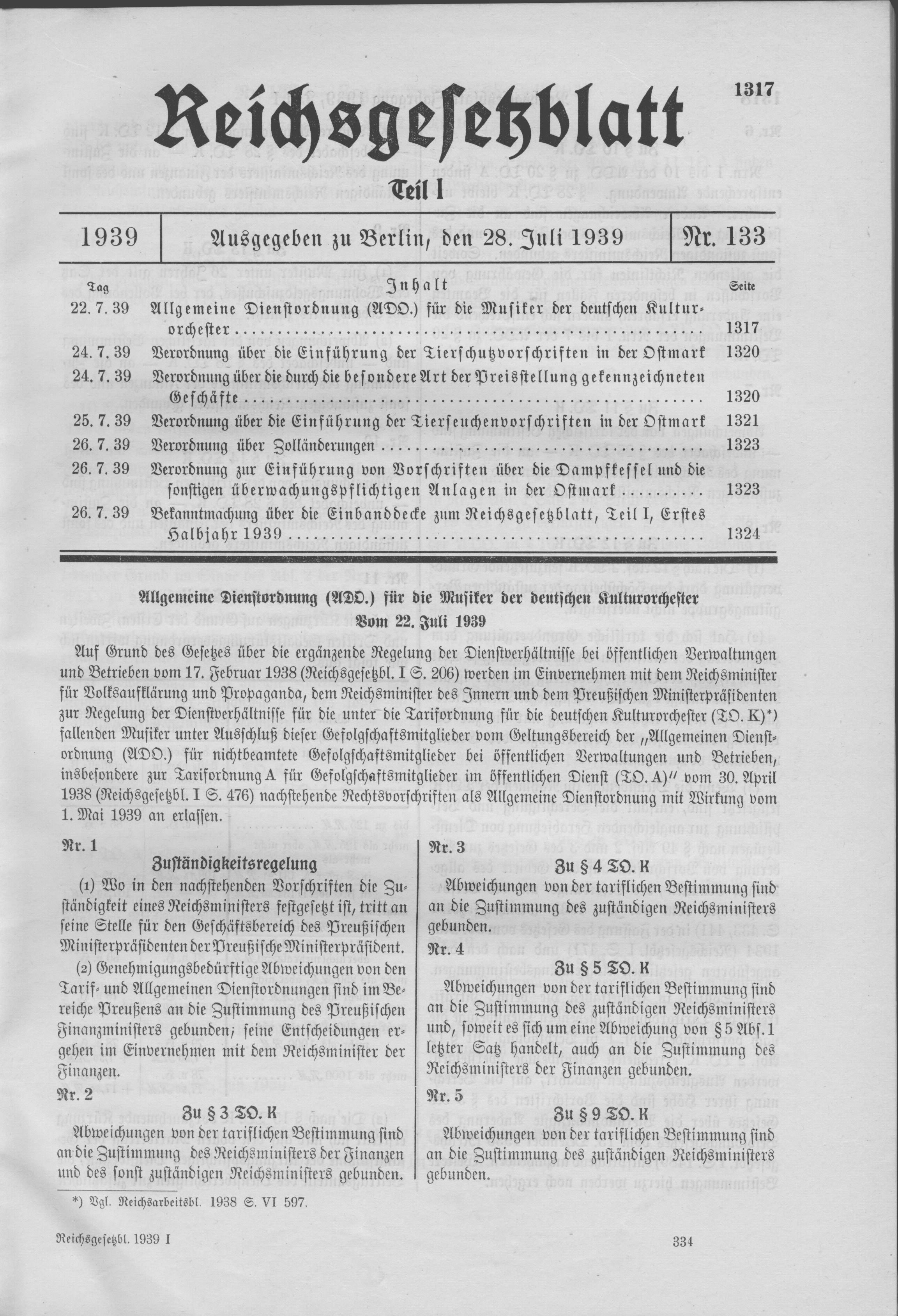
Allgemeine Dienstordnung (ADO.) für die Musiker der deutschen Kulturorchester vom 22. Juli 1939

Der Begriff Kulturorchester ist  ein zentraler Rechtsbegriff der deutschen Kulturpolitik. Die 1938 erfolgte Definition des NS-Rechtsbegriffs wurde zwar 2019 in der Neufassung des TVK abgeschafft, der Rechtsbegriff hat allerdings in der – umgangssprachlich so genannten – Orchesterversorgung (VddKO) weiterhin Gültigkeit. Die offizielle Bezeichnung dieser Versorgungsanstalt der deutschen Kulturorchester (VddKO) deutet unmissverständlich auf diese NS-Tradition. Auch die VddK-Satzung basiert auf der Tarifordnung und den kulturpolitischen Definitionen von 1938. Diese Definition hat demzufolge bei den von der VddKO versorgten Orchestermusikerinnen und -musiker weiterhin Gültigkeit.
„Kulturorchester sind diejenigen Orchesterunternehmen, die regelmäßig Operndienst versehen, oder Konzerte mit ernst zu wertender Musik spielen.“
Eng verbunden mit der Begriffsverwendung „Kulturorchester“ waren von Anbeginn finanzielle bzw. gewerkschaftliche Interessen. Die seit 1952 bestehende Orchestergewerkschaft Deutsche Orchestervereinigung (DOV) wurde auf der Basis der Tarifordnung von 1938 gegründet und hatte in den bis 2019 geltenden Tarifvertrag für die Musiker in Kulturorchestern wesentliche Grundelemente von 1938 übernommen.  Die deutsche Kulturpolitik, die Musikwissenschaft und die Fachpresse verwendeten diesen Begriff bis 2019 zur Kennzeichnung der gesamten deutschen Orchesterlandschaft. Aufgrund des durch die wissenschaftliche Studie ab 2015 erreichten neuen Erkenntnisstandes gab es in der Öffentlichkeit und bei den Betroffenen die Einsicht, grundlegende Reformen seien hinsichtlich des „braunen Begriffskellers“ überfällig.

## Begriffsgeschichte
In der Weimarer Republik löste das Ringen um neue ästhetische Positionen zwischen Neuer Musik, Jugendmusikbewegung, Jazz und den Entwürfen Hanns Eislers einer proletarischen Musikkultur heftige Gegenreaktionen deutschnational gesinnter „Kulturbewahrer“ aus. Zudem war nach der Kränkung, die man nach dem verlorenen Weltkrieg empfand, mit der These von der „Weltgeltung der deutschen Musik“ ein Heilmittel der besonderen Art gefunden. In dieser Auseinandersetzung zwischen der deutschen und der angeblich „anti-deutschen“ Musikkultur zeigte sich Hans Pfitzner besonders engagiert. Ihm traten mit Hermann Scherchen und der Zeitschrift Melos entschiedene Gegner entgegen.
In Geiste Pfitzners wurde der Kampfbund für deutsche Kultur gegründet. Mitglied war neben anderen Alfred Heuss, der Schriftleiter der Zeitschrift für Musik. Dieser „Kampfbund“ stand in Zusammenhang mit der Gründung der Reichsmusikkammer, denn der 1932 innerhalb des Kampfbundes/Fachgruppe Musik gegründete und von dem Musikwissenschaftler Friedrich Mahling geleitete Sonderausschuss arbeitete an dem Konzept einer solchen Kammer. Die Hauptinitiatoren waren der Geiger Gustav Havemann, Friedrich Mahling und der spätere Geschäftsführer der Reichsmusikkammer, der Kapellmeister Heinz Ihlert. Bis zum Herbst 1933 schloss sich diesem nationalsozialistischen Kartell unter anderem der Reichsverband Deutscher Orchester und Orchestermusiker e. V. an. Robert Hernried, engagiertes Mitglied des Reichsverbandes und Schriftleiter der Verbandszeitschrift Das Orchester, verwendete den ideologischen Kampfbegriff „Kulturorchester“ in einem größeren Artikel in der Zeitschrift für Musik. Beiläufig hatte der Reichsverband, der sich für deutschnationale Interessen starkmachte, bereits vier Jahre vorher den Begriff „Kulturorchester“ im Zusammenhang mit finanziellen Forderungen erwähnt.
Der Aachener Generalmusikdirektor Peter Raabe stand sowohl Pfitzner als auch dem Reichsverband sehr nahe. Raabe setzte größte Hoffnungen in Adolf Hitler, in dem er einen Unterstützer seiner kulturpolitischen Interessen sah und von dem er eine Beendigung der Konzertkrise erhoffte. Als es 1934 erste Überlegungen gab, Raabe zum Präsidenten der Reichsmusikkammer zu berufen, stellte dieser seine Bedingungen, denn die Verwaltungen müssten nach seinen Vorstellungen „verpflichtet werden, die Orchester in unverminderter Stärke und bei angemessener Bezahlung zu erhalten“. Der Aachener GMD wiederholte diese Forderungen in seinen Reden mehrfach und machte unmissverständlich klar, dass er das Amt nur unter der Bedingung antreten werde, dass unverzüglich mit dieser „höchst dringlichen Gefahrenabwehr“ begonnen werde. Andernfalls drohe eine „außerordentliche Schädigung der deutschen Musik“ und der Neubau deutscher musikalischer Kultur, mit dem er als künftiger Präsident betraut werden sollte, sei nicht realisierbar.
Wenige Monate später erschien der Begriff der „großen Kulturorchester Deutschlands“ erstmals in den NS-Akten und führte zu dem spätestens 1935 vorliegenden Entwurf einer „Reichstarifordnung für sämtliche Kulturorchester Deutschlands“. In seiner 1936 gehaltenen Rede bei der Gau-Kulturtagung in Köln betonte Peter Raabe als Präsident der Reichsmusikkammer, die Deutschen müssten stolz sein auf die Leistungen ihrer "Kulturorchester". Als Tarifordnung für die deutschen Kulturorchester wurde diese Rechtsverordnung am 30. März 1938 rechtskräftig. Hier heißt es: „Die deutschen Kulturorchester haben in besonderem Maße die Aufgabe, das hohe Kulturgut deutscher Musik im Volke lebendig zu erhalten.“ Charakteristisch für Raabes NS-Kulturbegriff sind plakative, sehr wörtlich gemeinte „Schwarzweiß-Zeichnungen“: Auf der einen Seite sieht er die „ernsten und heiligen“ Werke der weißen und sauberen deutschen Musik. Demgegenüber positioniert er die „Negermusik“, der jede kulturelle Qualität oder die vom Deutschtum favorisierte „Ernsthaftigkeit“ abgesprochen wird. Derartige schon in der Weimarer Republik existierenden deutschnationalen und pseudoreligiösen Thesen von der Überlegenheit der deutschen Musik gegenüber anderen Musikkulturen sind nicht mehr haltbar.

## Erweitertes Begriffsverständnis
Ernest Fleischmann hatte 1987 den Begriff Musikerpool bzw. Musikervereinigung ("Long Live the Community of Musicians") vorgeschlagen. Damit sollte der
unscharf definierte Begriff des „Orchesters“ in Richtung einer weit gefassten Gemeinschaft von Musikern und Musikerinnen erweitert werden. Die Debatte wurde kontrovers auch in Deutschland geführt. Mit diesem Gedanken verbindet sich die Vorstellung, dass viele professionell arbeitende Musiker und Musikerinnen für die Gestaltung des Musiklebens in einer Stadt verfügbar sind. In der damalige Diskussion standen sich zwei Gruppen gegenüber. Die einen wollten einfach nur ihren Bestand wahren. Die anderen drängten auf kulturpolitische Veränderungen, die höchst überfällig seien. Verschiedene Zukunftsvisionen von Musikertätigkeiten in diversen Teilzeitmodellen oder solche mit einem bedingungslosen Grundeinkommen wurden in der Deutschen Rechtsprechung und der Fachpresse diskutiert. In einer Stadt mit 66 Musikerstellen entstünde demzufolge ein Musikerpool von mindestens 132 Musikern aus Saxophonisten, Pianisten, Gitarristen, Posaunisten, Musikern mit elektronischem Equipment, Oboisten, Flötisten, Krummhornspielern, Akkordeonisten, Mittelalterspezialisten, Organisten etc.